# Український збірник
«Український збірник» (рос. дореф. Украинскій Сборникъ) — альманах, видавав І. Срезневський. 1-а книга вийшла 1838 у Харкові, друга — надрукована 1841 в Москві.
На думку видавця, збірник мав стати періодичним виданням і друкувати «зібрання всякого роду пам'яток народності української» Кожна книжка цього збірника повинна була мати закінчене ціле і не мати рис, властивих альманахові. В окремі книги мали ввійти твори П. П. Гулака-Артемовського, О. Шпигоцького, Л. Боровиковського, Г. С. Сковороди, літописи тощо.

## Перша книжка
Містить вперше надрукований драматичний твір І. Котляревського «Наталка Полтавка», фольклорні матеріали, статті І. Срезневського про народність літератури і про потребу вивчення української словесности. В кінці книги подані деякі відомості про українську мову і малий словничок.
Украинский сборник И. И. Срезневского. Книжка первая. Харьков, Университетская типография, 1838, 88 с.
Зміст:
1. И. Срезневский. Ярославец. Любителям славянщины. [Передмова], с. 6—8.
2. Котляревський I. П. Наталка Полтавка. (Малороссийская опера), с. 9—71.
3. Срезневський I. I.]. Послесловие. (Про український правопис), с. 72—77.
4. Объяснительный словарь, с. 75—88.

## Друга книжка
Друга книжка вийшла в Москві. Містить вперше надрукований драматичний твір І. Котляревського «Москаль-чарівник».
У виданні брали участь письменник Микола Гоголь та актор М. С. Щепкін, який мав намір поставити «Москаля-чарівника» на московській сцені.
Украинский сборник И. И. Срезневского. Книжка вторая. X., тип. Николая Степанова, 1841. 46 с.
Зміст: Котляревський І. П. Москаль-чарівник, с. 1—46.